# Damastbändchen-Bibliothek

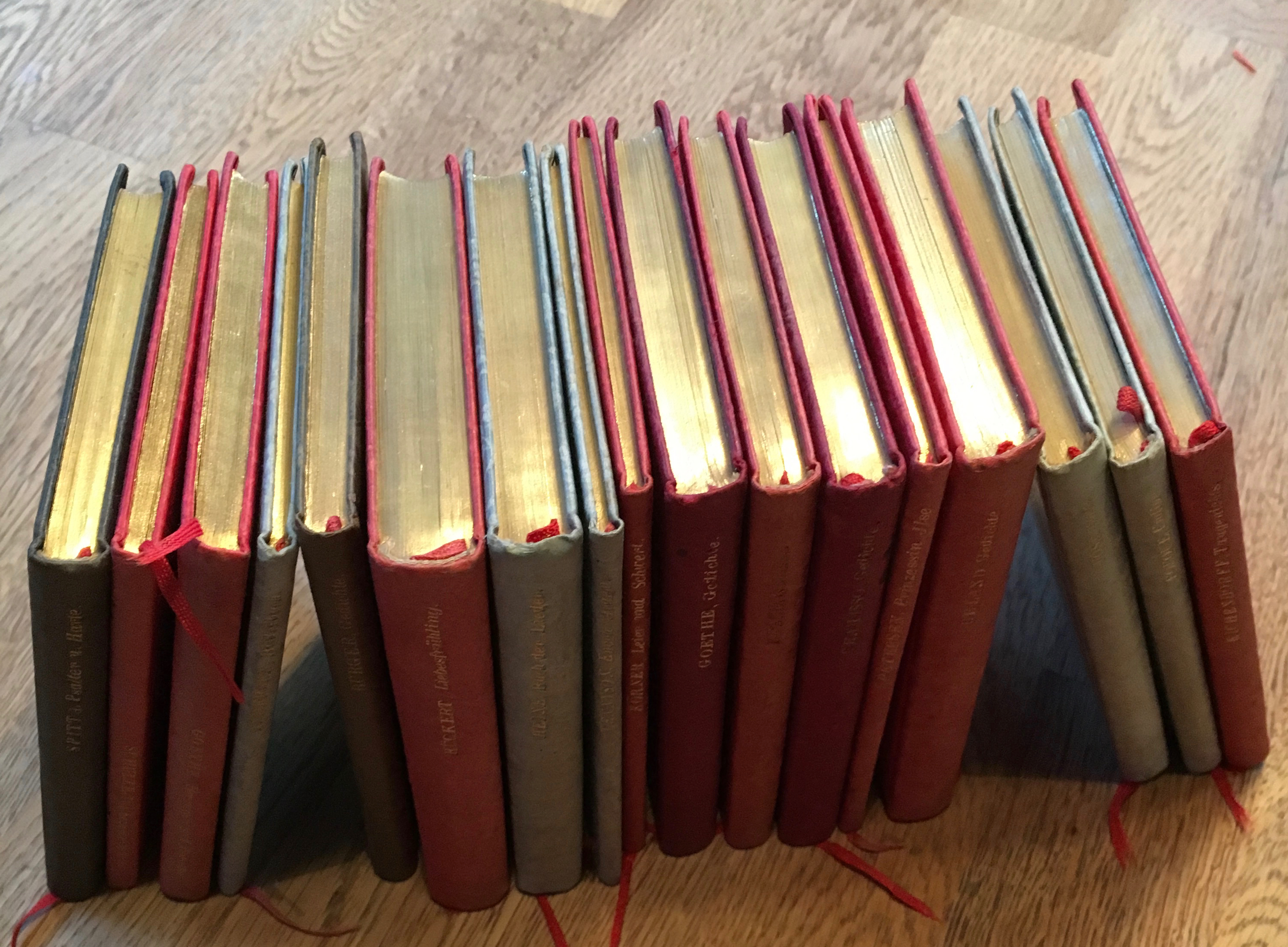
Auswahl Damastbändchen, Verlag Walther Fiedler Leipzig

Die Damastbändchen-Bibliothek war eine Buchreihe des Verlages Walther Fiedler Leipzig. Die kleinen Bändchen waren in verschiedenfarbigen Damastleinen-Einband elegant mit dreiseitigem Goldschnitt ausgeführt. Die Reihe präsentierte die klassischen Lieblingsautoren der Frauenwelt in deutscher Sprache. Die auflagenstarke Bibliothek wurde 1893 auf der Weltausstellung in Chicago preisgekrönt.
Die „Damastbändchen“ bildeten einen Bestandteil der Buchkunstbewegung. Der Wegfall des Urheberrechtsschutzes 1837 für klassische Werke der deutschen Literatur gab den Weg frei für die Vermarktung der klassischen deutschen Literatur.

## Bücher
- Hans Christian Andersen: Bilderbuch ohne Bilder
- Gottfried August Bürger: Ausgewählte Gedichte
- Joseph von Eichendorff: Aus dem Leben eines Taugenichts
- Friedrich de la Motte Fouqué: Undine
- Christian Fürchtegott Gellert: Fabeln und Erzählungen
- Johann Wolfgang von Goethe: Faust (2. Teil)
- Johann Wolfgang von Goethe: Ausgewählte Gedichte
- Johann Wolfgang von Goethe: Hermann und Dorothea
- Wilhelm Hauff: Lichtenstein
- Wilhelm Hauff: Phantasien im Bremer Ratskeller
- Johann Peter Hebel: Schatzkästlein des rheinischen Hausfreundes
- Heinrich Heine: Buch der Lieder
- Karl Immermann: Oberhof
- Theodor Körner: Leier und Schwert
- Nikolaus Lenau: Ausgewählte Gedichte
- Gotthold Ephraim Lessing: Minna von Barnhelm
- Marie Nathusius: Tagebuch eines armen Fräuleins
- Johann Karl August Musäus: Volksmährchen der Deutschen
- Friedrich Rückert: Liebesfrühling
- Moritz Gottlieb Saphir: Humoristische Vorlesungen
- Friedrich Schiller: Ausgewählte Gedichte
- Ernst Schulze: Die bezauberte Rose
- Philipp Spitta: Psalter und Harfe
- Esaias Tegnér: Frithjofssage
- Alfred Tennyson: Enoch Arden
- Ludwig Uhland: Ausgewählte Gedichte
- Johann Heinrich Voß: Luise